# Alex Farnham
Alexander Dane „Alex“ Farnham (* 16. Oktober 1987 in Burlington, Vermont) ist ein US-amerikanischer Schauspieler, Filmschaffender und Webvideoproduzent.

## Leben
Farnham wurde am 16. Oktober 1987 in Burlington geboren. Im Alter von fünf Jahren zog seine Familie mit ihm nach Kailua auf Hawaii. Ab 2011 folgten erste kleinere Besetzungen in verschiedenen Fernsehserien und Kurzfilmproduktionen. 2012 gab er in Die Beilight Saga: Breaking Wind – Bis(s) einer heult sein Spielfilmdebüt. 2020 spielte er im Film Aloha Surf Hotel die Rolle des Shivandranda, der am 5. November 2020 auf dem Hawaii International Film Festival gezeigt wurde. Am 12. Oktober 2021 wurde der Film erstmals im US-amerikanischen Fernsehen gezeigt. 2022 war er im Tierhorrorfilm Maneater in der Rolle des Ty Burrel zu sehen. 2023 spielte er im Tierhorrorfilm The Flood die Rolle des Nate Hudson.
Am 12. August 2007 startete er seinen YouTube-Kanal. Als Webvideoproduzent wirkte er fast ausschließlich an Parodien verschiedener Musikvideos mit. Er hat fast 250.000 Abonnenten. Als Executive Producer war er an den Spielfilmen Son of the South, Fast Vengeance, Maneater, Don’t Suck und Parallel beteiligt.

## Filmografie (Auswahl)

### Schauspiel
- 2011: Epic Rap Battles of History (Fernsehserie, Episode 1x06)
- 2011: Pokemon Gets Played (Kurzfilm)
- 2011: Breakfast for Dinner (Fernsehserie, Episode 1x14)
- 2011: Si! Es I, Pepe (Fernsehserie, Episode 1x01)
- 2012: Die Beilight Saga: Breaking Wind – Bis(s) einer heult (Breaking Wind)
- 2012: Cull
- 2013: The Errand Boy (Kurzfilm)
- 2013: Star Wars VII: Return of the Empire (Kurzfilm)
- 2013: Remix the Movies (Fernsehserie, 2 Episoden, verschiedene Rollen)
- 2015: Wolverine at the Office (Kurzfilm)
- 2015: Lego Batman (Fernsehserie, Episode 2x03; Sprechrolle)
- 2015: Ithamar Has Nothing to Say (Fernsehserie, Episode 1x02)
- 2017: The Freakazoid Fan Film (Kurzfilm)
- 2018: Rideshare
- 2019: Solve (Fernsehserie, Episode 14x140)
- 2020: Aloha Surf Hotel
- 2022: Maneater
- 2022: Aloha Friday (Kurzfilm)
- 2022: The Wind & the Reckoning
- 2022: Shadow Master
- 2023: The Flood
- 2023: Operation Watchtower – Drei Tage in der Hölle (3 Days in Malay)
- 2023: Don’t Suck
- 2023: Moku Moku (Fernsehserie, Episode 1x02)
- 2024: Terrestrial

### Filmschaffender
- 2018: Fade Away (Kurzfilm; Drehbuch, Regie, Filmschnitt)
- 2019: Anomaly (Kurzfilm; Drehbuch, Regie, Filmschnitt)
- 2020: Son of the South (Produktion)
- 2021: Fast Vengeance (Produktion)
- 2022: Maneater (Produktion)
- 2023: Don’t Suck (Produktion)
- 2024: Terrestrial (Drehbuch, Regie, Filmschnitt)
- 2024: Parallel (Produktion)